# 増澤ノゾム
増澤 ノゾム（ますざわ のぞむ、1966年8月21日 - ）は、日本の俳優。旧芸名、増沢 望（読み同じ）。北海道出身（愛知県名古屋市生まれ）。スタッフ・ポイント所属。身長178cm、体重63kg。

## 来歴・人物
出生地は名古屋市。しかし生後数ヶ月で北海道に引っ越したため、公式プロフィールでは出身地を「北海道」としている。
北海道教育大学在学中に劇団「P-PROJECT」を旗揚げ、脚本・演出・出演全てを担当した。大学卒業後は高校の美術教師と劇団の活動を両立。札幌では鈴井貴之率いる劇団OOPARTSと人気を二分した（1991年、鈴井貴之＋増沢望＋吉雄孝紀で「愛の狩人」）が、1993年に劇団俳優座に入団することとなり、「P-PROJECT」は解散した。2004年に俳優座からスタッフ・テンに移籍。その後、グループ内の現事務所に移籍。現在は、舞台とテレビドラマを中心に活動中。
2004年、大河ドラマ出演を果たす（「新選組!」、中岡慎太郎役）。
2013年10月1日付で、芸名を「増沢 望」から「増澤 ノゾム」へ改名。
特技は剣道と彫刻とバイク。

## 出演

### テレビドラマ
- その時がきた（1997年） - 添田慎介 役
- 愛しき者へ（2003年） - 松園貴士 役
- 剣客商売 第5シリーズ 第7話「新妻」（2004年、フジテレビ / 松竹） - 鳥居小四郎 役
- 新選組!（2004年） - 中岡慎太郎 役
- 仮面ライダー剣（2004年） - 桐生豪 役
- 京都地検の女 第3シリーズ 第2話（2006年） - 小沼宏之 役
- 麗わしき鬼（2007年4月、東海テレビ） - 眉川英矢 役
- 相棒 Season 8 第2話（2009年10月21日、テレビ朝日） - 宇野宗一郎 役
- 歌セラ 第6回「センセイ」（2010年、TUY・TBC・HBCほか）
- 白衣のなみだ 第2部「慈命」（2013年4月29日 - 5月31日、東海テレビ） - 大島文彦 役
- TEAM -警視庁特別犯罪捜査本部- 第5話（2014年5月14日、テレビ朝日） - 木村一也 役
- 女たちの特捜最前線（2016年7月 - 8月、テレビ朝日） - 里中徹 役
- 警視庁・捜査一課長 season2 第9話（2017年6月15日、テレビ朝日） - 遠山昇 役
- 刑事7人 SEASON6 第3話（2020年8月19日、テレビ朝日） - 坂上孝 役
- モコミ〜彼女ちょっとヘンだけど〜 最終話（2021年4月3日、テレビ朝日） - 樹木医 役
- Sister（2022年、読売テレビ・日本テレビ） - 遠山先生 役
- おいハンサム!!2 第6話（2024年5月11日、東海テレビ・フジテレビ） - 親方 役　※声の出演

土曜ワイド劇場（テレビ朝日）
- 森村誠一の終着駅シリーズ第11話（1999年8月28日） - 岡崎弘 役
- 古都金沢、花の殺意（2001年）
- 牟田刑事官事件ファイル(31) 宮崎発東京行き最終便の女!（2004年）
- 法律事務所(1)「自白の風景」（2006年8月12日） - 川喜多将之 役
- 森村誠一の終着駅シリーズ（2006年 - 、第6代目） - 大上達夫 役
- 天才刑事・野呂盆六(3) 復讐の天使（2009年1月17日） - 木島庄太刑事 役
- 検事・朝日奈耀子(14) 500円弁当と同じ味の高級料理!?（2013年10月26日） - 西条哲也 役

水曜ミステリー9（テレビ東京）
- さすらい署長 風間昭平(6) さぬき・金比羅殺人事件（2007年4月4日） - 高松中央警察署刑事・秋山 役
- 密会の宿(7) 奇妙な客が死んだ夜（2009年7月1日） - 篠原勲 役
- ホテルGメン 具志堅陽子の殺人推理（2014年7月23日） - 石嶺刑事 役

月曜ミステリー劇場（TBSテレビ）
- 「冤罪III最愛の息子が突然5000万円強奪指名手配犯に…」（2002年6月10日） - 世田谷西署警部補・鬼沢 役

月曜ゴールデン（TBSテレビ）
- 緑川警部 vs 16時02分の路線バス（2010年7月26日）

金曜プレステージ（フジテレビ）
- 淋しい狩人（2013年9月20日） - 岩永雅史 役

月曜名作劇場
- 「十津川警部シリーズ (内藤剛志)」（2018年 - ） - 若林刑事 役
- 赤いナースコール（2022年） - 敏刑事 役

### 映画
- 伊能忠敬〜子午線の夢〜（2001年） - 間宮林蔵 役
- みすゞ（2001年） - 金子堅助 役
- 長州ファイブ（2006年） - 久坂玄瑞 役
- 真夜中の少女たち（2006年） - 羽田健二 役
- 凍える鏡（2008年） - 秋沢清司 役

### 舞台
- あなたまでの6人（1998年） - ポール 役
- A FEW GOOD MEN（1998年） - ジャック・ロス 役
- ガラスの動物園（1999年） - ジム 役
- クローサー（1999年） - ダン 役
- 罠（1999年） - 神父 役
- なよたけ（2000年） - 小野ノ連 役
- 滅びかけた人類、その愛と本質とは…（2000年） - デヴィット 役
- 高き彼物（2000年） - 片山仁志 役
- 離れて遠く2万キロ（2000年） - 坂梨謙 役
- 坊ちゃん（2001年） - 坊ちゃん 役
- 蜘蛛の巣（2001年） - ヘンリー 役
- OUT（2002年） - 十文字彬 役
- フォーティンブラス（2002年） - ホレイシオー 役
- 恋人たちの予感（2002年） - ジェス 役
- 検察側の証人（2002年） - ハーン警部 役
- ハムレット（2003年） - レアティーズ 役
- 暗い日曜日（2004年） - ハンス・ヴィーク 役
- ルル（2005年） - アルヴァ役
- 女相続人（2006年）
- センチメンタルヤスコ（2006年）
- いとしのエミー（2006年）
- ハムレット（2008年）
- 山本周五郎の妻（2008年）
- リチャード三世（2008年）
- Takayuki Suzui Project OOPARTS Vol.1『CUT』（2010年）
- MITSUKO 〜愛は国境を越えて〜（2011年） - 成人リヒャルト 役
- 銀河英雄伝説 外伝 オーベルシュタイン篇（2011年） - オトマール 役
- ミュージカル「魔法のオルゴール」（2012年9月、CBGKシブゲキ）
- 八犬伝（2013年3月 - 4月、シアターコクーン ほか）
- 銀河英雄伝説 第四章 後篇 激突（2014年2月 - 3月、青山劇場） - アドリアン・ルビンスキー 役
- 銀河英雄伝説 星々の軌跡（2015年6月、Zeppブルーシアター六本木） - アドリアン・ルビンスキー 役
- 「父と暮せば」演出（2015年 - 2021年）（主演：剣持直明、松村彩永）[2][3][4][5][6]
- 「青の祓魔師」京都紅蓮篇 - 青の祓魔師（2016年8月5日 - 14日、Zeepブルーシアター六本木） - 志摩八百造 役
- ミュージカル「髪結橋のロビン・グッドフェロー」（2017年12月14日 - 16日、生活支援型文化施設コンカリーニョ） - 長次郎 役（渡辺源五郎とダブルキャスト）及び作・演出
- Regulation's High-Second-（2023年10月18日 - 22日、中目黒キンケロ・シアター） - 氷室先生 役[7][8]
- まる企画プロデュース公演「父と暮せば」（2025年1月29日 - 2月2日、小劇場楽園）[9]
- calmoプロデュース #3「また逢いにゆく」（2025年10月8日 - 12日〈予定〉、テアトルBONBON）[10]

### CM
- ギネスビール